# Famille Daru
Pour les articles homonymes, voir Daru.
La famille Daru est une famille subsistante de la noblesse française originaire du Dauphiné. Plusieurs de ses membres se sont illustrés dans l'administration militaire et la politique, les plus connus sont les ministres Pierre Daru et Napoléon Daru.

## Personnalités
Les principales personnalités de la famille Daru sont :
- Noël Daru (1729-1804), avocat et administrateur, subdélégué général de l'Intendance de Languedoc, capitoul de Toulouse.
- Pierre Daru (1767-1829), homme d'État et administrateur, intendant militaire, Conseiller d'État, intendant général, ministre de l'administration de la guerre, Pair de France, membre de l'Académie française, fils de Noël Daru.
- Napoléon Daru (1802-1873), homme politique, ministre des Affaires étrangères, député, sénateur, membre de l'Académie des sciences morales et politiques, fils de Pierre Daru.
- Paul Henri Daru (1810-1877), diplomate, député de Seine-et-Oise, frère de Napoléon Daru et fils de Pierre Daru.

## Filiation
La filiation de cette famille donne :
- François Daru, marchand bourgeois à Grenoble, né à Grenoble en 1673, mort à Grenoble en 1753 ; ép. 1° Marie-Thérèse Monnier ; 2° Marie-Thérèse Senterre[2] ; dont :
  - Antoine Daru, religieux cordelier (franciscain), théologien, prédicateur ordinaire du roi à Versailles en 1743[3] ;
  - Marie-Thérèse Daru, née en 1711, qui épouse André Rebuffel, dont un fils Jean-Baptiste Rebuffel[4] ;
  - Anne Daru ;
  - Joseph Daru (1714-1727) ;
  - Ennemond-Antoine Daru, chartreux ;
  - Martial Daru, chartreux ;
  - Marie Daru (1716-1766), religieuse ;
  - Charlotte Daru, religieuse ;
  - François Daru (1721-1724) ;
  - Dorothée Daru ;
  - Noël Daru (1729-1804), avocat et administrateur, subdélégué général de l'Intendance de Languedoc, capitoul de Toulouse[5]. Il épouse 1° en 1763 Jeanne Sadde ; 2° en 1765 Suzanne Périès, dont[6] :
    - Pierre Daru (1767-1829), homme d'État et administrateur, intendant militaire, Conseiller d'État, intendant général, ministre de l'administration de la guerre, comte de l'Empire, pair de France, membre de l'Académie française[7] ; ép. à Paris en 1802 Alexandrine-Thérèse Nardot[8] (dont David a peint le portrait), dont :
      - Camille-Pauline Daru (1803-....), qui ép. en 1826 François-Eustache de Fulques (1796-1876), marquis d'Oraison, général de division, député ;
      - Alexandre Daru (1804-1804) ;
      - Alexandrine Daru, qui ép. Charles Baconnière de Salverte ;
      - Napoléon Daru (1802-1873), comte Daru, officier, ministre des Affaires étrangères, député, sénateur, membre de l'Académie des sciences morales et politiques ; ép. Charlotte-Camille Le Brun de Plaisance, fille du baron de Plaisance, dont :
        - Aline Daru (1841-1867), qui ép. Augustin vicomte Benoist d'Azy ;
        - Pierre-Auguste-Napoléon Daru (1843-1872), diplomate ;
        - Octavie Daru, qui ép. Arthur-Jacques, comte Beugnot.

      - Alexandrine-Amélie Daru (1808-1884), qui ép. Henry Dursus ;
      - Paul Henri Daru (1810-1877), officier puis diplomate, député de Seine-et-Oise ;
      - Joseph-Eugène Daru (1813-1888), banquier ; ép. Louise Camus du Martroy, dont :
        - Marin-Bruno Daru, colonel, comte Daru[9],[10] ; ép. Félicité-Mathilde Magne, dont quatre enfants (dont la comtesse de Felcourt) ;
        - Hélène Daru (1849-1858) ;
        - Marie-Alexandre François Daru, officier ; ép. Napoléonie d'Avout d'Auerstaedt, dont
          - Alice Daru ép. Henri Le Mercier Maisoncelle de Richemont
          - Bernard 4è comte Daru ép. Josèphe de Sarret de Coussergues
          - Bruno vicomte Daru ép. Yvonne Fayolle du Moustier
          - Lucie Daru
          - Emmanuel 5è comte Daru ép. Henriette de Meaux, dont
            - Geneviève ép. Jean-Claude Laurin
            - Thérèse Daru ép. Marc de Vandière de Vitrac de Bellussière
            - Jacques 6è comte Daru ép. Annick Savornin dont
              - Chantal Daru
              - Patrick 7è comte Daru

          - Baron Pierre Daru, officier
          - Baron Jacques Daru, officier, ép. Christiane de Balathier-Lantage, dont:
            - Jean Daru
            - Bruno vicomte Daru ép. Anne de Truchis de Varennes, dont
              - vicomte Jacques Daru ép. Dominique Benoist-Lucy,
              - vicomte Xavier Daru
              - vicomte Bertrand Daru ép. Dorothée Gouze, dont
                - Hermine Daru
                - Damien Daru
                - Roxane Daru
                - Isaure Daru

              - Raphaëlle Daru (1968-2024)
              - Guillaume Daru (1974-1976)
              - Amélie Daru ép. baron Thibault de Jerphanion

            - baron Henri Daru ép. Caroline de Roffignac dont
              - Isabelle Daru ép. Olivier de La Rochethulon
              - baron François Daru ép. Stéphanie Chartier, dont
                - Charlotte Daru
                - Aliénor Daru
                - Jean Daru
                - Hubert Daru

              - baron Charles-Henri Daru, ép. Aude Kayanakis, divorcés, dont
                - Pauline Daru
                - Louis Daru
                - Gonzague Daru
                - Augustin Daru

            - baron Albert Daru ép. Violante de Valpergue de Masin, dont :
              - Delphine Daru ép. Thierry Petit
              - Véronique Daru ép. Henri Serre
              - Marie Evelyne Daru ép. Aimery de Romanet de Beaune
              - Anne Laure Daru ép. Martin Guinamard

            - Marie-Françoise Daru ép. Jean-Pierre Royer, officier

        - Madeleine-Marie Daru, qui ép. Paul-Léon-Sosthène Coustis de la Rivière, général de brigade ;
        - Geneviève Daru (1863-1864).

      - Octavie-Adèle Daru (1814-1834), qui ép. Septime de Faÿ de La Tour-Maubourg (1801-1845), ambassadeur, pair de France.

    - Marie-Anne-Suzanne-Catherine Daru (1767-1800), qui ép. en 1785 Toussaint Cambon[11] ;
    - Marie-Eulalie Daru (1768-1770) ;
    - Adélaïde Daru (1769-1852)[12], qui ép. 1° Pierre Le Brun, conseiller à la Cour d'Appel de Paris ; 2° Pierre Marie de Grave (1755-1823), marquis, maréchal de camp, ministre de la Guerre en 1792, lieutenant général, pair de France ;
    - Sophie-Suzanne Daru (1770-1844)[13], qui ép. Jacques Faget de Baure (1755-1817), président de la cour impériale à Paris, député, un des principaux rédacteurs de la Charte[14].
    - Henry Daru (17..-1772) ;
    - Suzanne Daru (1773-1778) ;
    - Martial Daru (1774-1824), intendant des domaines impériaux à Rome, baron de l'Empire[15] ; ép. Charlotte-Marie de Froidefond du Chatenet, dont :
      - Jérôme, baron Daru (1807-1873) ;
      - Charles-Martial Daru (18..-1865), chambellan de Napoléon III ;
      - Nathalie Daru, qui ép. Napoléon Desmousseaux de Givré, préfet.

    - Eulalie Daru (1776-1776).

  - François-Antoine Daru ;
  - Claudine Daru.

## Alliances
Les principales alliances de la famille Daru sont : de Fulque (1826), Baconnière de Salverte, Le Brun de Plaisance, Benoist d'Azy, Beugnot, Camus du Martroy, d'Avout d'Auerstaedt (1890), Barbier Lalobe de Felcourt (1908), Coustis de la Rivière, de Faÿ de La Tour-Maubourg, de Grave, Faget de Baure, de Froidefond du Chatenet, Desmousseaux de Givré, de Balathier-Lantage (1934), de Truchis de Varennes, de Roffignac, Valpergue de Masin, de Jerphanion, Thibaud de la Rochethulon, de Romanet de Beaune.

## Galerie

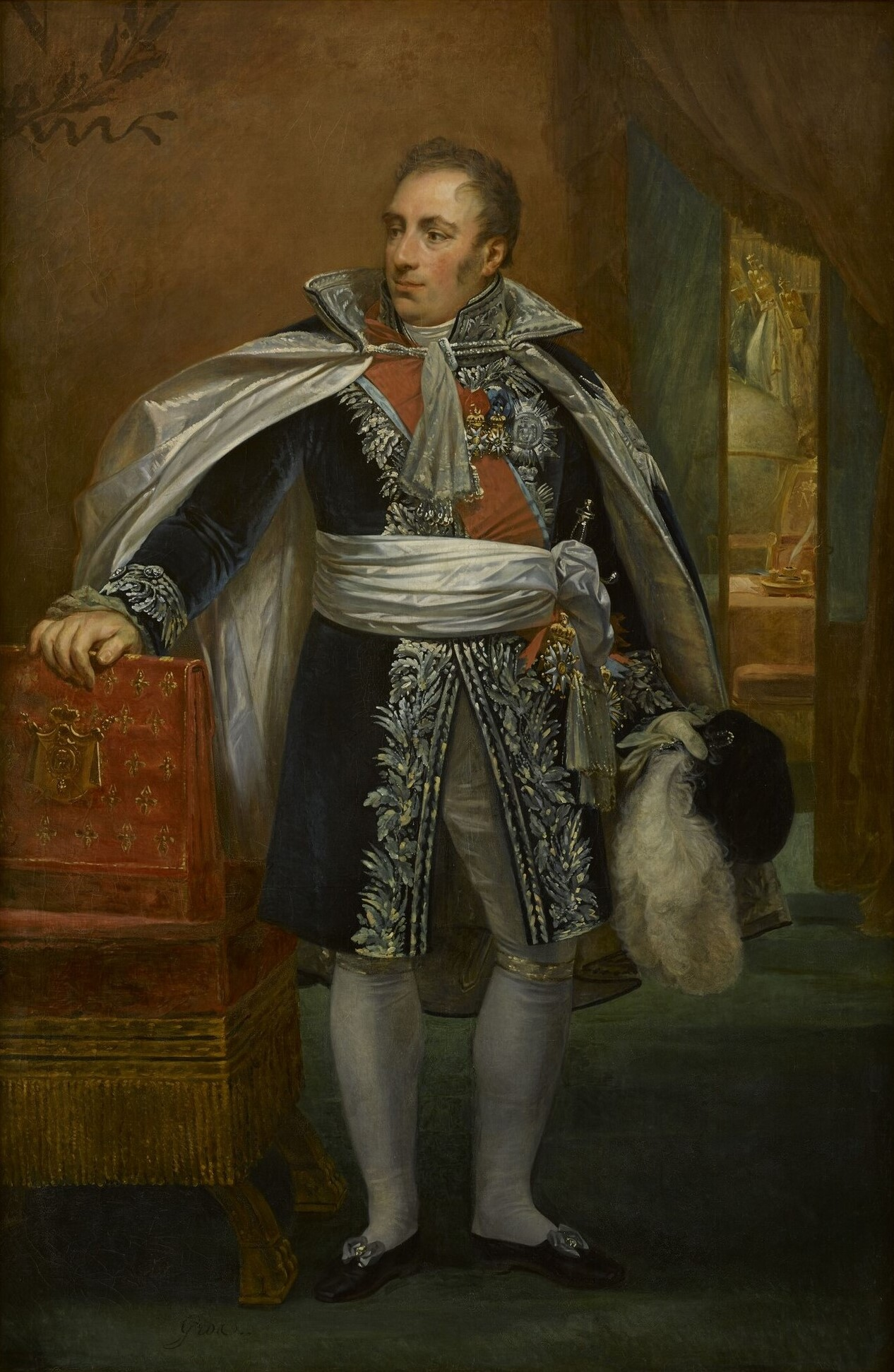
Pierre Daru, par Gros.
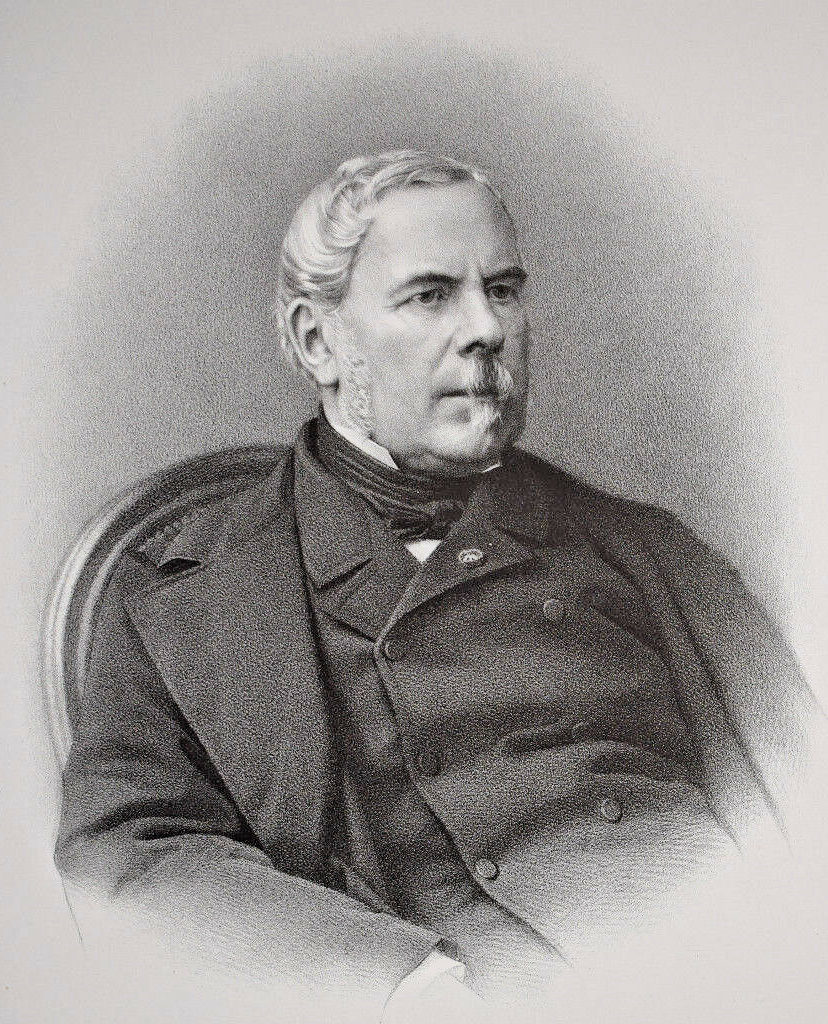
Napoléon Daru
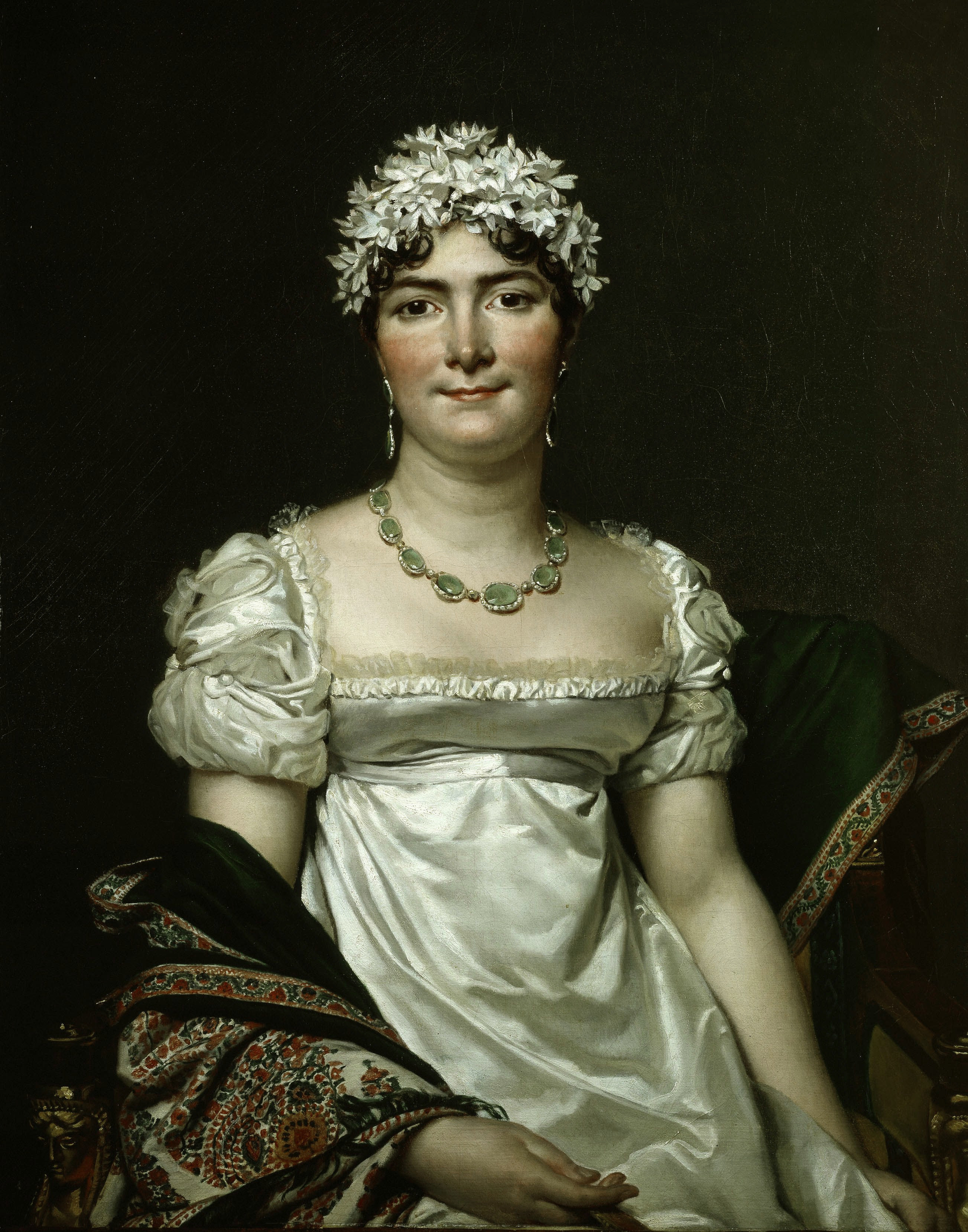
Portrait de la comtesse Daru, par David.